# Щепкіна-Куперник Тетяна Львівна
Тетяна Львівна Щепкіна-Куперник (12 (24) січня 1874, Москва — 27 липня, 1952, Москва) російська акторка, поет, перекладач.

## Біографія

### Прадід і батько
Прадід Тетяни — відомий російський актор Михайло Щепкін. Вона успадкувала від того свій потяг до театру і сама виступала на сцені. Але значно більший творчий слід залишила в літературі та перекладах драматичних творів іноземних авторів для театру. Сама писала вірші, невеликі новели, драми.
Її батько, Куперник Лев Абрамович, був відомим юристом, який довго працював в Києві й Одесі. Тетяна закінчила гімназію в місті Київ, потім перебралась в Москву.

### Солодкий полон театру
Жінкам важко було знайти суспільно значущу ланку діяльності наприкінці 19 століття. Великою була й інерція в культурі уяви про шляхетність мистецтва, причетності до літератури, до створення живопису, до праці у театрі. Багато забезпечених жінок йшло в ці галузі. Живописом займались Дела-Вос-Кардовська, Єлизавета Круглікова, Башкирцева Марія . Тетяна подалась у театр.
Солодкий полон театру надовго захопив її, практично на все життя. В театрі Корша вона почала як акторка, грала в сезоні 1892-93 років. Водночас почала писати власні п'єси. Малий театр в Москві поставив її «Літню картинку» в тому ж 1892 р.
Але література переважила і, не пориваючи з театром, вона виступає як журналіст і перекладач театральних п'єс закордонних авторів. Серед її перекладів — твори досить значущих драматургів, це
- Вільям Шекспір,
- Лопе де Вега
- Кальдерон
- Карло Гольдоні
- Мольєр
- Едмон Ростан та інші.

До того ж, вона перекладала віршами, що було покажчиком ранньої зрілості поетеси, її досконалості . Адже перекладач часто суперник автора, лише на території іншої мови. Її віршований переклад п'єси Ростана «Сірано де Бержерак» став класикою. Він викликав схвальні відгуки тогочасного авторитета М. Горького. В зверненнях до творчості Ростана виявився добрий смак перекладачки. В цьому вона збіглася в своїй прихильності з Мариною Цвєтаєвою.

### Зустрічі з Чеховим
У молоді роки доля подарувала їй зустрічі з Чеховим. Більше того, Антон Чехов надсилав їй жартівливі записки з Меліхова, а їх стосунки були приятельські, жартівливі, іноді ризиковано жартівливі. З роками вона зрозуміла і надзвичайну вдачу знайомства, і велич його як письменника. Їй було з ким порівнювати Чехова, адже вона була знайома з французом Ростаном. Пізніше вона все розставила на відповідні міста, кажучи (російською):

| Я смотрела на томного Ростана, на его роскошный особяк, и, знаете что вспомнила ? А квартиру Владимира Короленко - рядом с сапожником. И чеховское Мелихово, для покупки которого он с таким трудом заработал деньги. Смотрела и думала : насколько наши писатели выше, крупней и значительней, чем этот баловень судьбы. Конечно, сочинения Ростана были изящны, он отлично владел искусством драматургии. Но разве можно было его - сравнить с большими русскими литераторами ? |

### Щепкіна-Куперник і Рєпін
Доля подарувала їй зустріч і з художником Рєпіним. Ілля Рєпін створив портрет 40-річної літераторки, яка втратила стрункість молодості, але не молоду вдачу, усміхненість, здатність до жартів, до насолод творчістю, спілкуванням, життям. Вона пережила і Чехова, і Рєпіна. Померла в Москві і похована на Новодівочому цвинтарі. А веселий, імпресіоністичний за стилістикою портрет письменниці зберігає Харківський художній музей.

## Друковані твори до 1917 р
- «Щастя», 1895
- «З жіночих листів», вірші, 1898
- «Непомітні люди», 1900
- «Сторінки життя»
- «Біля театральних лаштунків», замальовки про тогочасних акторів, 1903
- «Листи здалеку», нариси подорожей по Західній Європі, 1903—1913
- «Мої вірші»
- «Це було учора», 1907
- «Дехто», 1910
- «Хмарки», 1912
- «Відлуння війни», 1915

## Друковані твори після 1917 р
- «Дні мого життя», мемуари, 1928
- «Про актрису М.Єрмолову», мемуари,1940
- «Вибране. Спогади і портрети. Переклади п'єс», 1954
- «Вибрані переклади», т 1-2, 1957—1958
- «Зі спогадів», 1959